# 瓦兹河畔布吕耶尔
瓦兹河畔布吕耶尔（法語：Bruyères-sur-Oise，法語發音：[bʁɥijɛʁ syʁ waz] ⓘ）是法国法兰西岛大区瓦兹河谷省的一个市镇，位于该省北部，属于蓬图瓦兹区。

## 地理
瓦兹河畔布吕耶尔（49°9'26"N, 2°19'39"E）面积8.91 平方千米，位于法国法蘭西島大區瓦兹河谷省，该省份为法国北部内陆省份，北起瓦兹省，西接厄尔省，南至塞纳-圣但尼省、上塞纳省和伊夫林省，东临塞纳-马恩省。
与瓦兹河畔布吕耶尔接壤的市镇（或旧市镇、城区）包括：莫朗格勒、瓦兹河畔博朗、瓦兹河畔阿涅尔、瓦兹河畔博蒙、瓦兹河畔贝尔讷、瓦兹河畔努瓦西。

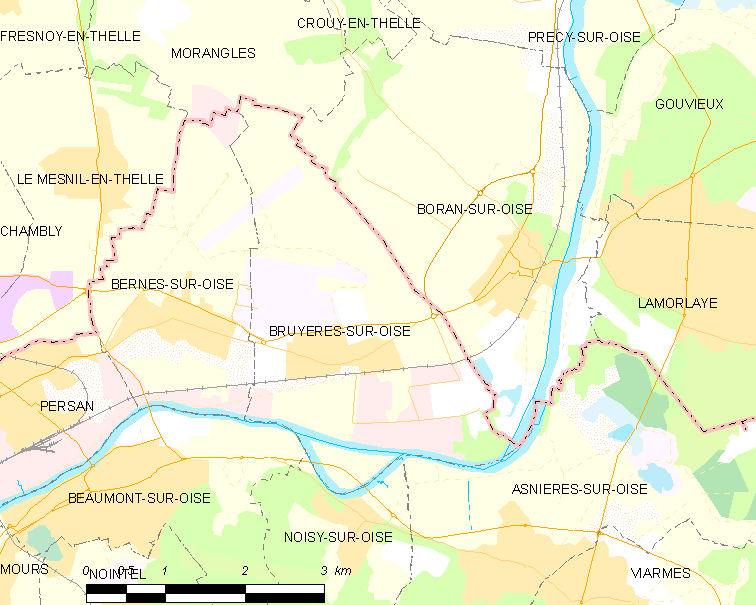
瓦兹河畔布吕耶尔的OSM定位图

瓦兹河畔布吕耶尔的时区为UTC+01:00、UTC+02:00（夏令时）。

## 行政
瓦兹河畔布吕耶尔的邮政编码为95820，INSEE市镇编码为95116。

## 政治
瓦兹河畔布吕耶尔所属的省级选区为利勒亚当县。

## 人口

1962-2008年间瓦兹河畔布吕耶尔人口变化图示

瓦兹河畔布吕耶尔于2022年1月1日时的人口数量为4907人。